# 정홍준 (1957년)
정홍준(鄭弘俊, 1957년 3월 10일 ~ )은 대한민국의 제8대 전라남도 순천시의원이었다.

## 학력
- 순천대학교 행정학과 졸업
- 순천대학교 경영행정대학원 석사 수료

## 경력
- 순천도사초등학교 총동창회장
- 순천매산중학교 총동창회 사무총장
- 순천매산고등학교 총동창회 사무총장
- 2013 순천만국제정원박람회 조직위원회 위원
- 순천만국제정원박람회 범시민회의 공동대표
- 순천시 체육회 사무국장
- 전라남도 순천시 풍덕동 주민자치위원장
- 풍덕동 노인의날 행사추진위원장
- 중앙초등학교 운영위원
- 삼산중학교 운영위원
- 순천매산여자고등학교 운영위원회 부위원장
- 순천시 학교폭력대책협의회 위원
- 순천YMCA 이사
- 천보교회 집사
- 순천시 국악협회 지부장
- 순천시 자원봉사센터 재난재해봉사단장
- 순천시 주민자치위원회협의회 회장
- 순천시 생활체육회 이사
- 순천만 자연생태위원회 집행위원
- 민족통일추진위원회 위원
- 순천시 지역발전추진위원회 이사
- 순천경찰서 선진질서추진위원회 사무국장
- 순천시 자원봉사협의회 공익단장
- 희망나눔생명재단 자문위원
- 국제와이즈맨 순천시 이수클럽 회장
- 풍덕동 금호아파트 입주자 대표
- 더불어민주당 풍덕동 협의회장
- 아고라 순천 문화예술행사 추진위원장
- 더불어민주당 중앙선거대책위원회 국민통합위원회 문화예술 부위원장
- 2018.07 ~ 2022.06 제8대 전라남도 순천시의회 의원
- 2018.07 ~ 2020.07 제8대 전라남도 순천시의회 전반기 문화경제위원회 위원
- 2018.07 ~ 2020.07 제8대 전라남도 순천시의회 전반기 의회운영위원회 위원
- 2018.07 ~ 2020.07 제8대 전라남도 순천시의회 전반기 예산결산특별위원회 위원
- 2020.07 ~ 2022.06 제8대 전라남도 순천시의회 후반기 도시건설위원회 위원

## 수상
- 행정안전부장관상 수상
- 전라남도지사상 수상
- 순천시장상 수상
- 순천경찰서장상 수상
- 순천YMCA 이사장 수상
- 국제와이즈맨 총재상 수상
- 자랑스러운 청렴한국인 대상 수상
- 제19대 문재인 대통령 선거승리 1급 공로표창
- 이칠성 경찰청장상 수상
- 전라남도 경찰청장상 수상
- 전라남도 자원봉사센터 이사장상 수상
- 한국예총예술문화 공로상
- 민족통일 중앙협의회 의장상 수상
- 한국자유총연맹 회장상 수상

## 역대 선거 결과
|  | 20.43% |

|  | 34.28% |